# Eva Hammar
Eva "Puck" Hammar, född 1941, död 1984, anställd vid Sveriges Radio som hallåman, sändningsledare och presentatör. Programledare för flera radioprogram bland annat Pop från igår, Middagsdags och Musik för mig, kanske för dig. Radiodebuterade som lillvärdinna i Timmen Tumba med Sven Tumba som programledare 1958.
Sjöng med sin grupp Puck och raggmunkarna i radioserien Vårat gäng.